# بحر الأرخبيل
بحر الأرخبيل (بالفنلندية: Saaristomeri)‏ (بالسويدية: Skärgårdshavet)‏ هو جزء من بحر البلطيق بين خليج بوثنيا وخليج فنلندا وبحر أولاند داخل المياه الإقليمية الفنلندية. حسب بعض التعريفات فهو يحتوي على أكبر أرخبيل في العالم بعدد الجزر على الرغم من أن العديد من الجزر صغيرة جدًا ومتجمعة بإحكام.
الجزر الأكبر مأهولة وتتصل بالعبارات والجسور. تشكل آلاند بما في ذلك أكبر جزر المنطقة منطقة حكم ذاتي داخل فنلندا. باقي الجزر جزء من منطقة جنوب غرب فنلندا. يعد بحر الأرخبيل وجهة سياحية مهمة.
كتب الصحفي في صحيفة الغارديان تريستان باركر مقالًا يشيد بأرخبيل توركو في 29 يوليو 2021 مشيرًا إلى أنه لا يوجد في أي مكان السحر اللطيف للجزر الأصغر أو الحياة البرية.